# 두피

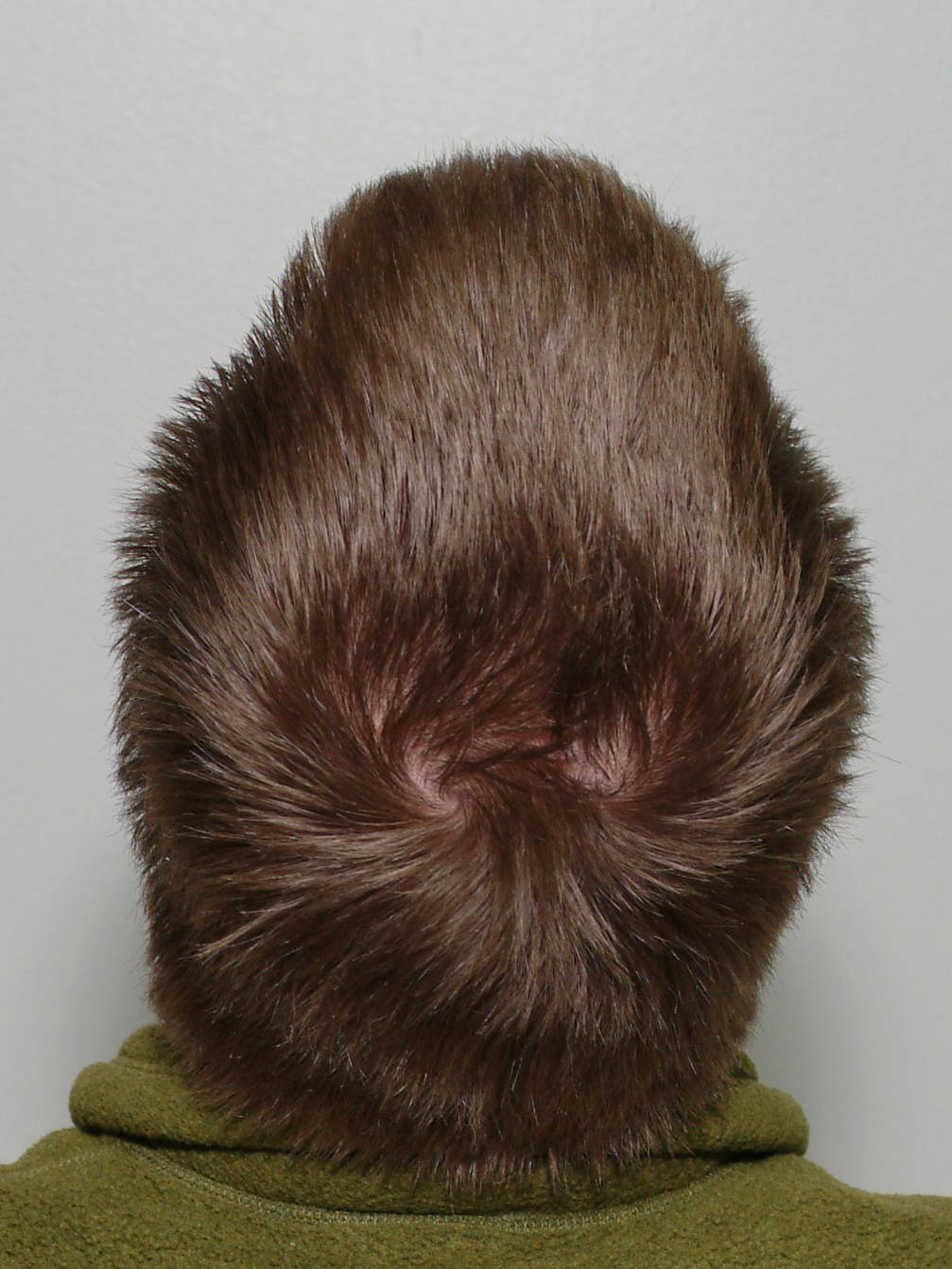
두피

두피(頭皮)는 앞쪽의 얼굴과 측면과 뒷면의 목에 의해 경계를 긋는 해부학적 영역이다.

## 계층
모두 5가지 계층이 있으며 두피의 영어 낱말 SCALP에서 따와 기억하기 쉽게 되어 있다:
- S - skin: 머리카락이 자라는 머리 위 피부.
- C - connective tissue: 결합 조직. 얇은 지방층이 있다.
- A - aponeurosis: 머리덮개널힘줄(galea aponeurotica)로, 고밀도의 섬유조직층으로 단단한 계층이다.
- L - loose areolar connective tissue: 그물눈 결합 조직 계층.
- P - pericranium: 두개골막.